# Jürgen Lenders

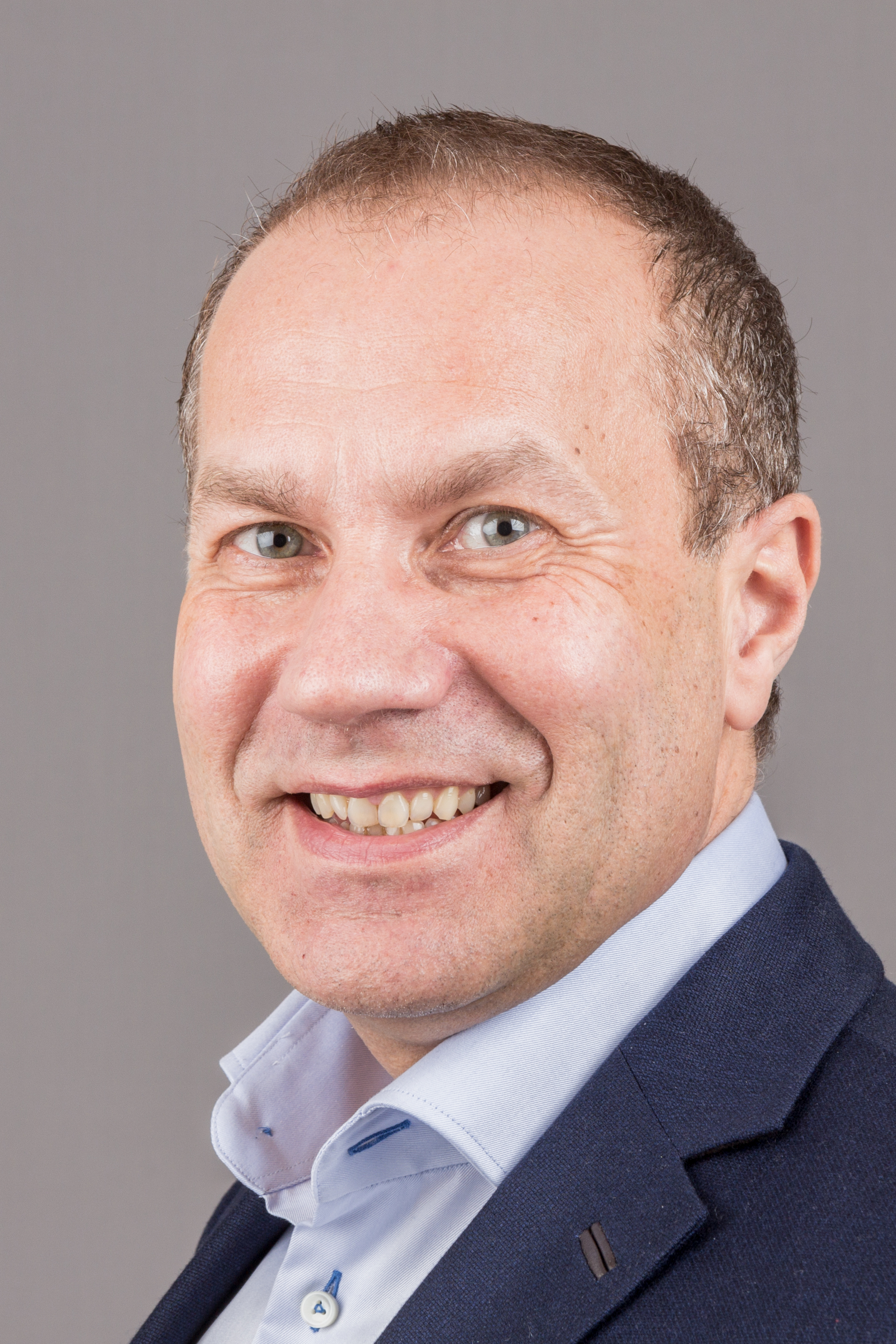
Jürgen Lenders (2016)

Jürgen Lenders (* 20. April 1966 in Krefeld) ist ein deutscher Politiker (FDP). Er war von 2021 bis 2025 Mitglied des Deutschen Bundestages und zuvor von 2008 bis 2021 Abgeordneter des Hessischen Landtags.

## Ausbildung und Beruf
Jürgen Lenders machte nach seinem Realschulabschluss eine Ausbildung zum Kaufmann im Elektrohandwerk. Nach seinen Grundwehrdienst bei der Bundeswehr arbeitete er wieder im Ausbildungsbetrieb und später in einem Unternehmen für Ladenbau als Leiter des Einkaufs. 1994 machte er sich mit einem eigenen Unternehmen selbständig.

## Politik
Jürgen Lenders ist seit 1995 Mitglied der FDP und dort in verschiedenen Vorstandsämtern aktiv. Lenders ist Gründungsvorsitzender des Kreisverbandes der Jungen Liberalen (JuLis), seit 1997 Kreisvorsitzender der FDP im Landkreis Fulda und war von 2001 bis 2005 Mitglied des FDP-Landesvorstandes. Seit 2010 ist er auch Vorsitzender des FDP-Bezirksverbandes Nord- und Osthessen.
Kommunalpolitisch war Lenders von 2003 bis 2011 als Stadtverordneter im Fuldaer Stadtparlament tätig, wo er von 2004 bis 2011 die FDP-Fraktion anführte.
Ab der Landtagswahl in Hessen 2008 am 27. Januar 2008 war Jürgen Lenders Mitglied des Hessischen Landtags. Er war wirtschaftspolitischer Sprecher und Schatzmeister der FDP-Landtagsfraktion.
Bei der Landtagswahl in Hessen 2013 trat er, wie auch schon 1999, 2003, 2008 und 2009 im Wahlkreis Fulda I an. Hier unterlag er jeweils gegen Walter Arnold (CDU). Ihm gelang jedoch der Wiedereinzug in den Landtag über einen Listenplatz der Partei. Er wurde erneut wirtschaftspolitischer Sprecher, verkehrspolitischer Sprecher und stv. Fraktionsvorsitzender. Auch bei der Landtagswahl in Hessen 2018 kandidierte im Wahlkreis Fulda I und unterlag diesmal dem neuen CDU-Kandidaten Thomas Hering. Seit 2018 ist er parlamentarischer Geschäftsführer der FDP-Fraktion. Er ist Mitglied im Hauptausschuss und stellvertretendes Mitglied im Untersuchungsausschuss 20/1 (Mordfall Walter Lübcke) seit 30. Juni 2020.
Auf Bundesebene ist Lenders Beisitzer im Bundesvorstand der Liberalen Schwulen und Lesben (LiSL), seit Dezember 2021 Sprecher für LGBTI der Fraktion der Freien Demokraten im Deutschen Bundestag der und Leiter des Arbeitskreises Wirtschaft, Mittelstand und Tourismus der Fraktionsvorsitzenden Konferenz.
Am 26. September 2021 gelang Lenders bei der Bundestagswahl 2021 über ein Listenmandat der Einzug in den Bundestag als Abgeordneter. Im Zuge dessen legte er sein Landtagsmandat nieder. Für ihn rückte Lisa Deißler in den Landtag nach.
Bei der Bundestagswahl 2025 trat Lenders nicht erneut an.

## Sonstige Ämter und Privates
Jürgen Lenders war seit 1998 bis 2011 der 1. Vorsitzender des Fulda City Marketing Vereins Fulda und ist heute Ehrenvorsitzender. Jürgen Lenders war von 2002 bis 2011 ehrenamtlicher Richter am Sozialgericht Fulda. Außerdem ist er Mitglied des Verkehrsausschusses der Industrie- und Handelskammer Fulda.
Lenders lebt seit 2010 in einer eingetragenen Lebenspartnerschaft.